# Danijel Subašić
Danijel Subašić (Zadar, 27 de outubro de 1984) é um ex-futebolista croata que atuava como goleiro.

## Clubes
Iniciou a carreira no NK Zadar de sua cidade natal. Ali permaneceu até 2008 quando foi emprestado ao Hajduk Split. Foi em seguida contratado pelo novo clube onde atuaria como titular. Em janeiro de 2012 transfere-se ao Monaco.

## Seleção Croata
Estreou na seleção croata principal em 14 de novembro de 2009 em partida amistosa contra a Liechtenstein. Integrou o elenco que participou da Eurocopa de 2012, de 2016 e da Copa do Mundo FIFA de 2014. Após a aposentadoria de Stipe Pletikosa em 2014, tornou-se o titular da posição.
Ele se tornou o segundo goleiro a fazer três defesas em uma disputa de pênaltis na Copa do Mundo, depois de Ricardo em 2006, com defesas na Copa de 2018.

## Títulos
Monaco
- Ligue 1: 2016–17
- Ligue 2: 2012–13

Hajduk Split
- Copa da Croácia: 2009–10

### Prêmios individuais
- Melhor goleiro da Ligue 1: 2016–17
- Equipe ideal da Ligue 1: 2016–17